# Lista de presidentes da Namíbia
O Presidente da Namíbia é o chefe de estado da Namíbia, escolhido por sufrágio universal por um período de cinco anos. Esta é a lista dos presidentes da Namíbia, desde a independência em 21 de março de 1990 até atualmente.

## Lista de Presidentes

### Partidos
| Nº  | Retrato | Presidente             | Início do mandato      | Fim do mandato         | Eleição      | Partido |
| --- | ------- | ---------------------- | ---------------------- | ---------------------- | ------------ | ------- |
| 1   |         | Sam Nujoma             | 21 de março de 1990    | 21 de março de 2005    | 198919941999 | SWAPO   |
| 2   |         | Hifikepunye Pohamba    | 21 de março de 2005    | 21 de março de 2015    | 20042009     | SWAPO   |
| 3   |         | Hage Geingob           | 21 de março de 2015    | 4 de fevereiro de 2024 | 20142019     | SWAPO   |
| – 4 |         | Nangolo Mbumba         | 4 de fevereiro de 2024 | 21 de março de 2025    |              | SWAPO   |
| 5   |         | Netumbo Nandi-Ndaitwah | 21 de março de 2025    | Atual                  | 2024         | SWAPO   |